# 深圳圣安多尼堂

天主教深圳圣安多尼堂

天主教深圳圣安多尼堂，位于广东省深圳市福田区农林路65号，是天主教教堂。

## 简介
1980年，深圳经济特区成立，1981年3月升格为副省级深圳市。1981年，经广东省几位老主教在广东省教务会议上讨论后决定，暂由广东省天主教教务委员会代管深圳市、珠海市的教务。2013年3月，广东省教务会议决定，珠海市划归天主教江门教区，深圳市继续由广东省天主教教务委员会代管。
圣安多尼堂1998年4月奠基，2001年12月完工。这是改革开放后深圳市第一座新建的天主教堂。圣安多尼堂占地面积3944.80平方米。教堂正立面像“钟”又像“船”，据说隐喻着警世钟和舟共济的精神。2010年，深圳市已有约3万名天主教徒（包括数千位在深圳的外籍和港澳台教友），由5位神父负责9个堂区、弥撒点的工作。圣安多尼堂是个国际化堂区，每主日提供英语弥撒，并且在特殊节日加设法语、德语、意大利语等语种读经。2010年前后，圣安多尼堂外墙安装了大型LED电子屏幕，大厅内安装了4个投影仪及6部大电视。圣安多尼堂自成立后，自天主教北京教区借调神父担任历任主任司铎。截至2010年，深圳市天主教爱国会已组织教友们（包括境外人士）组成45个志愿活动团队，开展学经诵讲经、清除海滩垃圾、慰问麻风病人及孤寡老人等活动，并相约出游及开展体育运动。圣安多尼堂还开办了免费的外语培训班。另外，深圳市天主教爱国会还经常组织义务献血活动。

## 主任司铎

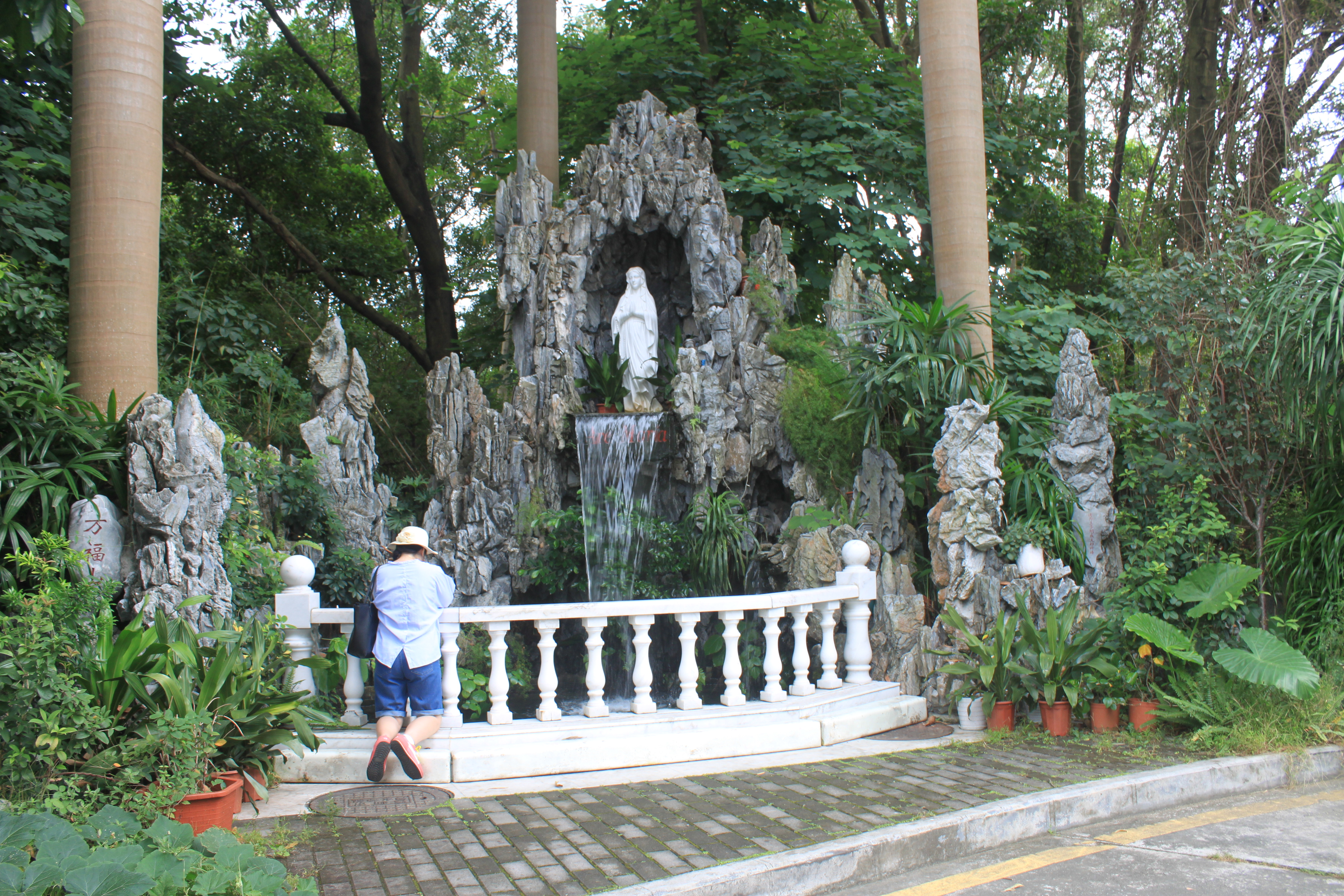
天主教深圳圣安多尼堂的圣母山

- 任力军神父（1993年12月—2002年12月，北京教区借调）
- 杨科神父（2002年12月—2004年12月，北京教区借调）
- 韩文生神父（2004年12月—2007年12月，北京教区借调）
- 张天路神父（2007年12月—2011年2月，北京教区借调）
- 冯国新神父（2011年2月—2016年4月，北京教区借调）
- 刘永斌神父（2016年4月—，北京教区借调）[4]